# Missatge
El missatge és l'objecte o contingut de la comunicació, allò que es transmet. Inclou per tant la informació i la forma en què aquesta està codificada. El missatge condiciona tots els altres aspectes de l'acte comunicatiu:
- intenta reflectir la intenció i pensament de l'emissor
- s'adequa formalment segons el destinatari previst
- usa un codi determinat, que ve donat pel canal; el codi pot fer canviar el missatge (per exemple no és exactament el mateix una oració transmesa en català que en anglès, perquè els termes poden tenir connotacions diferents o referir-se a diferents realitats)

Quan el missatge és verbal i inclou un seguit coherent d'oracions, s'anomena discurs i segueix convencions marcades per la retòrica.